# 故郷 (魯迅)
- 「故郷」（こきょう、原題：故鄕）は、魯迅の代表作ともいえる短編小説のひとつ。1921年5月『新青年』に発表され、のちに魯迅の最初の作品集である『吶喊』（1923年）に収録された。作品に描かれた主人公の生家の没落、故郷からの退去は、魯迅本人の経験がもととなっており、当時の社会に残存する封建的な身分慣習に対する悲痛な慨嘆が込められている。

## あらすじ
主人公の「私」は20年ぶりに故郷に帰ってくる。かつて地主であったが、今は没落してしまった生家の家財を引き払うためであった。主人公の想い出の中で美しかった故郷はすっかり色あせ、土地だけでなく住む人の心さえも貧しく荒み果てていた。主人公は、少年時代に仲良く遊んでいた小作人の息子・閏土（ルントウ）との友人として再会を楽しみにしていたが、再会した閏土との口から出た言葉は、地主階級と小作人という悲しい身分の壁を否応無く突きつけるものであった。しかしその後、主人公の甥の宏児（ホンル）が閏土の五男の水生（シュイション）との再会を約束したことを知り、明るい未来の存在を願う。

## 日本での受容
1929年（昭和4年）に雑誌『大調和』（武者小路実篤が手掛けていた同人誌）に「無名氏」（誤訳のしかたから日本人と考えられる）によって翻訳されたのが最初である。これは同時に魯迅の作品が日本国内に紹介された最初であるともいう。
1932年（昭和7年）1月に佐藤春夫が『中央公論』に翻訳を発表。英訳本からの重訳である（この英訳本もフランス語訳本からの重訳であった）が、中国語原文も入手して対照されており、英訳本にあった句の脱落も補われている（曲嵐は論文において、漢文や白話文は読解できたものの現代中国語文法には通じていない佐藤が、不明な点を英訳本を参照したのだろうと考察する）。著名作家が代表的総合雑誌で紹介したことの意味は大きかった。その後、佐藤は増田渉のアドバイスを受けつつ、1935年（昭和10年）に『魯迅選集』（岩波文庫）で改訳を行っている。
1932年（昭和7年）11月、『魯迅全集』（改造社）で井上紅梅が翻訳を行った。この『魯迅全集』は「全集」とはいうものの26の短編小説集であるが、日本語訳の中ではまとまった翻訳集であった。
上述したものを含め、日本では以下のような訳者によって翻訳が手がけられている。
- 井上紅梅 - 『魯迅全集』（改造社、1932年）
- 竹内好 - 『阿Q正伝・狂人日記―他十二篇 吶喊』（岩波文庫、1955年） → 『魯迅選集』（岩波書店、1956年）
- 高橋和巳 - 『世界の文学47　魯迅』（中央公論社、1967年） → 『吶喊』（中公文庫、1973年）
- 増田渉 - 『魯迅作品集 鋳剣』（ゆまにて書房、1975年）
- 竹内好 - 『魯迅文集』（筑摩書房、1976年） → 『魯迅文集1』（ちくま文庫、1991年）
- 駒田信二 - 『魯迅作品集』（講談社文庫、1979年） → 『阿Q正伝・藤野先生』（講談社文芸文庫、1998年）
- 藤井省三 - 『故郷/阿Q正伝』（光文社古典新訳文庫、2009年）

日本では、中学3年用国語教科書の5社すべてに採用されており、親しまれている。1959年に1社に採用されたのは始まりで、1975年以後がすべての教科書会社に採用されて今日（2023年現在）に至る。国語教科書の訳文はすべて竹内好『魯迅文集』（筑摩書房）収録の訳文が底本として用いられている。

## 猹（チャー）
本作中には「猹」（チャー、拼音: chá）という動物が登場する。「猹」は閏土の話の中にのみ現れ、その正体は不明である。1932年に最初期の日本語翻訳を行った佐藤春夫は「空想上の獣」「作者の造字」と注を付して猹を説明し、井上紅梅は「土竜」と訳した。一般的には下記のようなやりとりがあったことを踏まえて「アナグマのような動物」と解釈されている。

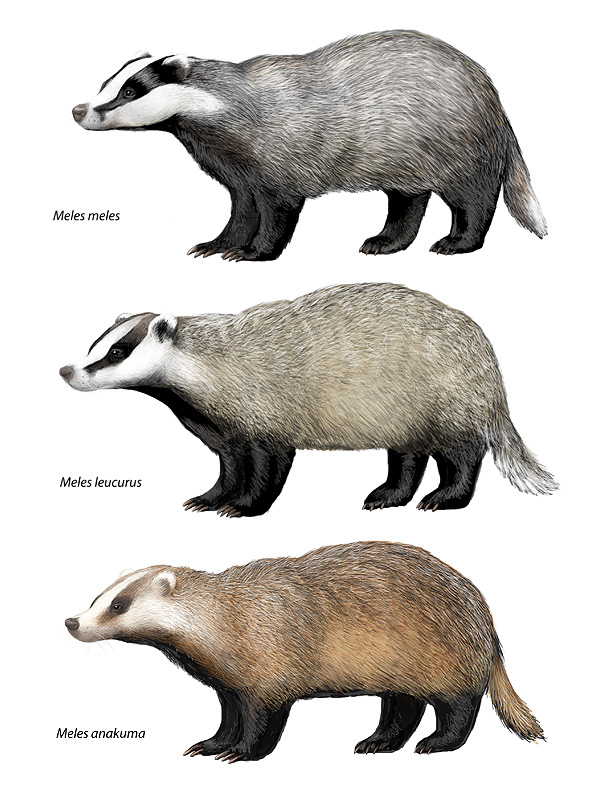
上からヨーロッパアナグマ、アジアアナグマ、ニホンアナグマ。魯迅は「猹」の正体をわからないとしながら、問い合わせに対し「アナグマのようなもの」と推測して回答した。「猹」の正体探しへの関心は高いが、文学の立場からは「猹」を特定の生物と結び付けることに異論もある。

この動物の正体は、本作が世に知られ、外国語に翻訳されていく過程で注目されることとなった。さまざまな問い合わせに対して魯迅は、地元での呼称を表現するために「猹」という漢字を造ったこと、魯迅自身も話に聞いただけで「猹」を見てはいないこと、おそらくアナグマのようなものであることを答えている。
- 北京大学でロシア語を教授していたポレヴォイは、1927年に『故郷』の翻訳を行った際に「猹」が動物学の書籍に掲載されていないことに困惑し、翻訳家の章衣萍を通して「猹」とは何かを魯迅に問い合わせた。魯迅は「猹」が造字であること、「アナグマのようなもの（獾一類的東西）」と回答している[5]。
- 総合辞典『辞海』の編纂主任舒新城（中国語版）は、魯迅に「猹」とは何かを問い合わせた。1929年5月4日付の舒新城宛の手紙で魯迅は、「「猹」という文字は郷里の人々の発音に合わせて作ったものであり、「査」と発音する。自分も結局これがどのような動物なのかはわからない。閏土（のモデルである章閏水（中国語版））が話したものであるが、他の人もこれを知らない。今思えば、多分アナグマだろう（現在想起來, 也許是獾罷）」と書いている[5]。

舒新城は「猹」が魯迅の造字であると知り、1936年に発行された『辞海』には「猹」を収録しなかった。中華人民共和国の建国後、魯迅の評価が高まると「猹」も辞典類に収録されるようになったが、「瓜を好むアナグマに似た動物」というその説明は『故郷』に基づいている。
『故郷』は、中国においても語文科教科書（语文は日本の「国語科」に相当する）に「少年閏土」（少年闰土）として抜粋が収録されているため、猹への関心は高い。魯迅自身がよくわからないと述べている「猹」については、ハリネズミ（刺猬）であるとか、皖南（安徽省南部）方言で「蛇」であるとか、キバノロ（獐）であろうといった説も出された。
2020年5月、浙江省林業局は、目撃例が約20年途絶えていた貴重な野生のアジアアナグマ (Meles leucurus, 中国名: 亚洲狗獾) が初めて映像で捉えられたというニュースリリースで、『故郷』の「猹」はアジアアナグマである（また李時珍の『本草綱目』に記載された「貆」もアジアアナグマである）と付け加えた。中国メディアでは「魯迅が書いた猹が現れた」と話題になった。
これに対し、中国科学技術協会の科学普及サイト「科普中国网」は、公式サイトで「猹」と現実のアナグマを混同しないよう声明を出した。紹興魯迅記念館館長や中国魯迅研究会の理事を務めた裘士雄は、2020年5月の取材に対して、たとえアナグマをモデルにしたとしても「猹」はあくまで芸術的な創作物である、「猹」を現実の何らかの動物と結びつけようとすることは誤りであると述べている。

## 備考
- 本作中で主人公の「私」は「迅ちゃん」（竹内好訳では「迅ちゃん」とルビが振られている。原典では「迅哥兒」）と呼ばれており、魯迅自身の実体験がモデルと解釈されている[11]。魯迅は1920年1月から2月に故郷の紹興へ帰省しており、そのときの出来事がこの小説のモデルという説もある[12]。